# Wassenaar
Wassenaar este o comună și o localitate în provincia Olanda de Sud, Țările de Jos. Este situată la nord de Haga, fiind considerată o suburbie înstărită a acestui oraș.